# 우리 생애 최고의 해
《우리 생애 최고의 해》(영어: The Best Years of Our Lives)는 1946년 개봉한 미국의 드라마 영화이다. 윌리엄 와일러가 감독을, 로버트 셔우드가 각본을 맡았다. 맥킨리 캔터의 소설 Glory for Me 가 영화의 원작이다.
1989년 미국 국립영화등기부에 등재되었다. 아카데미 작품상·감독상·각본상·편집상 수상작이다. 이외로 골든 글로브상 극영화 부문 작품상과 영국 아카데미상(BAFTA) 작품상을 수상했다.

## 줄거리
제2차 세계 대전에서 돌아온 세 명의 베테랑들이 고향인 미국 중서부 부운 시티로 향하는 비행기에서 만난다: 미국 육군 항공대 폭격수 대위 프레드 데리, 미국 해군 부사관 호머 패리시, 그리고 미국 육군 병장 알 스티븐슨. 각자 다른 삶을 뒤로하고 떠났던 이들이다:
프레드 데리는 가난한 동네에 부모님과 함께 살던 약국 소다 판매원이었다. 해외 파병 전에 프레드는 정신없는 로맨스 끝에 돈을 노리는 마리라는 여자와 결혼했다. 마리는 프레드가 공군 장교로서 받은 넉넉한 전투 수당에도 불구하고 시간을 (그리고 밤문화를) 채우기 위해 나이트클럽에서 일하고 있었다.
알 스티븐슨은 은행 임원이자 호화 아파트에서 아내 밀리, 그리고 십대 자녀 페기와 롭과 함께 살고 있었다.
호머 패리시는 중산층 부모님과 여동생과 함께 살던 고등학교의 스타 운동선수였다. 호머는 이웃인 윌마와도 사귀고 있었는데, 전쟁에서 돌아오면 결혼할 생각이었다.
각자는 민간인 생활에 다시 적응하는 데 어려움을 겪는다. 호머는 전쟁에서 양손을 잃었고 보철 기계식 고리를 사용하는 데 능숙해졌지만, 윌마가 여전히 자신과 결혼하고 싶어할 것이라고 믿지 못한다. 전쟁으로 지치고 염세적으로 변한 알은 은행으로 돌아와 승진하지만, 술과 씨름한다. 수많은 훈장을 받았음에도 불구하고 프레드는 밤마다 외상 후 스트레스 장애 플래시백에 시달린다.
프레드는 집에 도착하지만 자신을 예상하지 못했던 파티 걸 아내를 찾을 수 없다. 스티븐슨 부부와 그들의 딸 페기가 프레드를 함께 초대하여 알의 귀환을 축하하며 밤새 술집을 돌아다닌다. 술에 취한 프레드는 페기에게 계속 "누구시냐"고 묻고, 페기는 그에게 자신이 "알의 딸"이라고 상기시켜준다. 프레드가 아파트에 들어갈 수 없게 되자 스티븐슨 부부는 그에게 하룻밤 잠자리를 제공한다. 나중에 페기는 악몽을 꾸는 프레드를 진정시키고, 두 사람은 점차 서로에게 끌린다. 페기와 그녀의 남자친구가 프레드와 마리를 저녁 식사에 초대했을 때, 페기는 마리가 얼마나 피상적이고 물질적인지 깨닫고 마리와 프레드의 결혼을 깨뜨리기로 결심한다.
자신의 장애 문제를 능숙하게 처리함에도 불구하고 호머는 독립성 상실과 윌마와의 관계에 적응하는 데 좌절한다. 윌마가 자신의 장애를 가진 채 결혼하는 것이 얼마나 어려운지 완전히 이해하지 못할까 봐 걱정한 호머는 윌마에게 잠자리에 들 때 보철 손으로 하네스를 제거하여 자신이 무력해질 때 어떻게 자신을 도와야 하는지 보여준다. 윌마는 호머에 대한 사랑을 재확인하고 평생 그에게 헌신할 수 있다고 말한다.
알은 민간인 생활에 다시 적응하는 데 계속 어려움을 겪는다. 과거 사업 수완으로 은행 고위 경영진으로부터 널리 존경받았지만, 알은 담보가 없는 퇴역 농부이자 전우에게 40에이커를 사려던 무담보 대출을 승인한 후 비판을 받는다. 폭음으로 인해 억제력이 낮아진 알은 직장 연회에서 전투에서 언덕을 점령하기 위해 목숨을 걸기 전에 퇴역 군인에게 담보를 요구하는 것을 풍자하는 연설을 한다.
별다른 경력이 없고 소다 판매원보다 더 나은 일자리를 찾을 수 없었던 프레드는 같은 약국으로 돌아간다. 프레드와 페기 사이의 매력은 더욱 강해지고, 이는 프레드를 페기의 아버지 알과 갈등하게 만든다. 호머가 약국에서 프레드를 방문했을 때, 다른 고객이 미국의 전쟁 개입을 비판하며 호머에게 그의 부상이 불필요했다고 말한다. 호머는 화를 내며 대응하고, 프레드가 그를 대신하여 개입하여 고객을 때리고 결국 해고된다. 한편, 프레드의 재정적 성공 부족과 지난 밤문화를 그리워하던 마리는 이혼하기로 결정한다.
비통해하고 특히 알이 페기에게서 멀리 떨어지라고 말한 후 부운 시티에 미래가 없다고 생각한 프레드는 다음 비행기를 타기로 결정한다. 공항에서 기다리던 프레드는 항공기 폐기장으로 들어가 퇴역한 보잉 B-17 플라잉 포트리스 폭격기에 올라탄다. 폭격수 좌석에 앉은 프레드는 또 다른 플래시백을 겪는다. 그는 작업반장의 소리에 스트레스 받는 기억에서 깨어나는데, 작업반장은 비행기들이 성장하는 조립식 주택 산업에 사용하기 위해 해체되고 있다고 말한다. 프레드는 새로운 사업에 도움이 필요한지 묻고 고용된다.
알, 밀리, 페기는 호머와 윌마의 결혼식에 참석하고, 프레드는 신랑 들러리이다. 이제 이혼한 프레드는 결혼식 후 페기와 재회한다. 프레드는 자신의 사랑을 표현하지만, 페기가 자신과 함께한다면 재정적으로 어려울 수 있다고 말한다. 페기의 미소는 그녀의 기쁨을 표현하고 그녀와 프레드는 키스한다.

## 출연

### 주연
- 마이어나 로이
- 프레더릭 마치

### 조연
- 데이나 앤드루스
- 테레사 라이트
- 버진라 마요
- 캐시 오도넬

## 기타
- 원작자: 맥킨레이 캔터